# Ahmad Riza Khan Barelwi
Ahmad Riza Khan Barelwi (geb. 1856; gest. 1921) war ein paschtunischer Qādirī-Gelehrter und Anführer der Barelwī-Bewegung, einer durch den Sufismus geprägten orthodox-sunnitischen Bewegung, die von der nordindischen Stadt Bareilly her ausging und sich auf dem indischen Subkontinent formierte. 
Er ist der Verfasser zahlreicher Bücher über viele islamische Themen, er übersetzte 1911 den Koran ins Urdu (Titel Kanz al-īmān fī tarjamat al-Qurʾān). 

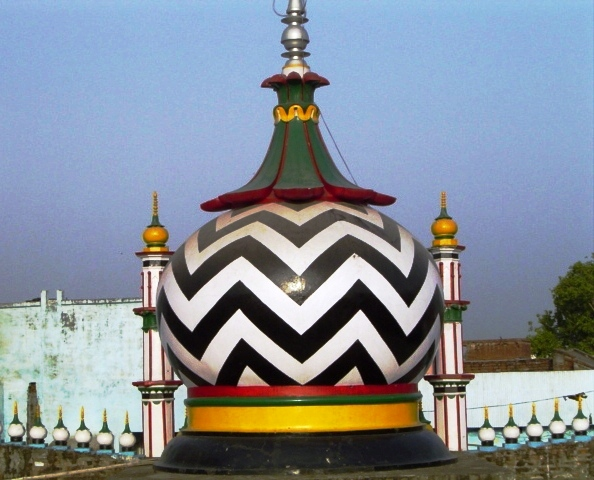
Mausoleum von Ahmed Raza Khan, dem Gründer der Barelwī-Bewegung

## Leben
Khan wurde am 14. Juni 1856 in Bareilly in Nordindien geboren. Er wurde von seinem Vater Naqi´Ali Khan seit frühester Kindheit in Dars- i Nizami, dem traditionellen islamischen Studiencurriculum, unterrichtet. Der Unterricht war so erfolgreich, dass Khan bereits im Jahre 1869 im Alter von 13 Jahren fähig war, Fatawa zu produzieren. Die Produktion dieser Rechtsgutachten wurde zur Hauptbeschäftigung seines Lebens. 
1877 wurde er Schüler des Gelehrten Sayyid Shah Al-e Rasul, der allerdings zwei Jahre später starb. Khan setzte seinen Unterricht bei dessen Enkel Nuri Miyan fort. 
1878 machte er zusammen mit seinem Vater eine Pilgerreise nach Mekka und Medina, wodurch er eine der fünf Säulen des Islam erfüllte. 
Die Führung der Barelwī-Bewegung wurde ihm offiziell im Jahre 1900 übergeben. 1904 gründete er die Madrasa Manzar-i Islam.  
Khan starb am 28. Oktober 1921, sein Grab in Bareilly ist heute zu einem Zentrum der Pilgerfahrt geworden, da es positive Segenskräfte aussenden soll. 
Bereits 1915 hatte Khan seinen ältesten Sohn Hamid Riza Khan ausgewählt, um ihm als Anführer der Bewegung zu folgen.